# 충주시의회
충주시의회는 충청북도 충주시 지역을 관할하는 기초의회이다.